# Guettarda clarensis
Guettarda clarensis är en måreväxtart som beskrevs av Nathaniel Lord Britton. Guettarda clarensis ingår i släktet Guettarda och familjen måreväxter.
Artens utbredningsområde är Kuba. Inga underarter finns listade i Catalogue of Life.